# Targionia halophila
Targionia halophila är en insektsart som först beskrevs av Alfred Serge Balachowsky 1928.  Targionia halophila ingår i släktet Targionia och familjen pansarsköldlöss. Inga underarter finns listade i Catalogue of Life.